# Pedro de la Vega
Fray Pedro de la Vega (Burgos, ¿? - Zaragoza, 1541), monje jerónimo, cronista y general de su orden, humanista, escritor y traductor español del renacimiento, que no debe confundirse como alguna vez se hace con el teólogo, escritor y obispo fray Pedro de la Vega (dominico) (1560-1616).

## Biografía
Aprendió gramática en Guadalupe y, tras tomar el hábito jerónimo en Nuestra Señora del Prado (Valladolid), estudió en la universidad de Sigüenza y se estableció en el Monasterio de Santa Engracia de Zaragoza, donde tuvo distintos cargos, entre ellos el de prior. Allí ejerció una gran actividad como escritor y editor. Intervino en la edición de los misales de 1510 y 1511. Revisó el Flos sanctorum de Gonzalo de Ocaña en 1521 y 1541. Fue General de su Orden entre 1537 y 1540 y escribió además la Historia de San Jerónimo (Zaragoza, Jorge Coci, 1510 y 1514) y la Vida de Santa Paula (mismos años). Tradujo las Décadas del historiador romano Tito Livio (Zaragoza, 1520) y compuso una Declaración del Decálogo y en latín una Vita Dei Genitricis Mariae, además de redactar su parte de la Crónica de la Orden de San Jerónimo.

## Obras
- Están en este libro la historia nueva del bienaventurado doctor luz d'la yglesia sant Hieronymo con el libro de su transito y la historia de su translación con la de santa Paula. Çaragoça: con la industria y dispensa de George Coci. 1510. Se reimprimió también en Zaragoza en 1514 (por Coci) y 1546 (por P. Bernuz y B. de Nágera).
- Traducción de Tito Livio, Las catorce décadas. Zaragoza. [s. n.], 1520, muy reimpreso hasta incluso el siglo XVIII.
- Cronica de los frayles de la orden del bienauenturado sant Hieronymo. Alcalá de Henares: en casa de Juan de Brocar. 1539.